# Vol. II (álbum)
Vol. II es el segundo disco de estudio del grupo, Cartel de Santa. El álbum era fue lanzado el 7 de diciembre de 2004 por Sony BMG y Babilonia Music.

## Lista de canciones
| N.º | Título                                        | Duración |  |
| 1.  | «Blah, blah, blah…»                           | 2:58     |  |
| 2.  | «El dolor del micro» (Ft. Julieta Venegas)    | 4:35     |  |
| 3.  | «Conexión Puerto Rico» (Ft. Tego Calderón)    | 3:39     |  |
| 4.  | «El arte del engaño»                          | 4:22     |  |
| 5.  | «Mi segundo nombre es fiesta» (Ft. JL Amazu)  | 3:47     |  |
| 6.  | «Crónica Babilonia» (Ft. Mr. Pomel & El Basi) | 4:52     |  |
| 7.  | «Mi chiquita»                                 | 4:48     |  |
| 8.  | «Solo son niños»                              | 3:32     |  |
| 9.  | «La plaga del rap» (Ft. Ariana Puello)        | 4:10     |  |
| 10. | «¿Qué más les puedo decir?»                   | 4:36     |  |
| 11. | «Escucha»                                     | 2:24     |  |
| 12. | «Himno a la jauria»                           | 3:38     |  |
| 13. | «De sur a norte» (Ft. Javu, Piochaz & Micho)  | 3:57     |  |
| 14. | «La llamada»                                  | 3:31     |  |
| 15. | «Santa Muerte»                                | 3:22     |  |
| 16. | «Intenta rimar Vol. II» (Ft. Mery Dee)        | 3:13     |  |

- Datos: Q5657037